# Verbandsgemeinde Daaden-Herdorf
Die Verbandsgemeinde Daaden-Herdorf ist eine Gebietskörperschaft im Landkreis Altenkirchen (Westerwald) in Rheinland-Pfalz. Der Verbandsgemeinde gehören zehn Ortsgemeinden, darunter die Städte Daaden und Herdorf, an. Der Verwaltungssitz ist in Daaden.

## Verbandsangehörige Gemeinden
| Ortsgemeinde, Stadt             | Fläche (km²) | Einwohner |
| ------------------------------- | ------------ | --------- |
| Daaden, Stadt                   | 19,56        | 4.223     |
| Derschen                        | 7,10         | 967       |
| Emmerzhausen                    | 7,07         | 686       |
| Friedewald                      | 7,10         | 1.089     |
| Herdorf, Stadt                  | 18,01        | 6.661     |
| Mauden                          | 1,74         | 117       |
| Niederdreisbach                 | 4,16         | 859       |
| Nisterberg                      | 4,54         | 347       |
| Schutzbach                      | 1,26         | 379       |
| Weitefeld                       | 8,49         | 2.240     |
| Verbandsgemeinde Daaden-Herdorf | 79,02        | 17.568    |

(Stand am 31. Dezember 2023)

## Geschichte
Die bisherige Verbandsgemeinde Daaden war 1968 im Rahmen der rheinland-pfälzischen Funktional- und Gebietsreform aus dem Amt Daaden entstanden. Die Gemeinde Herdorf gehörte diesem bis zum 31. März 1955 ebenfalls an. Am 1. April 1955 wurde aus dieser sowie den Gemeinden Dermbach (vorher Amt Kirchen) und Sassenroth (vorher Amt Betzdorf) die neue, amtsfreie Gemeinde Herdorf gebildet, die am 24. Januar 1981 zur Stadt erhoben wurde.
Am 28. September 2010 wurde das „Erste Gesetz zur Kommunal- und Verwaltungsreform“ erlassen mit dem Ziel, Leistungsfähigkeit, Wettbewerbsfähigkeit und Verwaltungskraft der kommunalen Strukturen zu verbessern. Für Verbandsgemeinden wurde festgelegt, dass diese mindestens 12.000 Einwohner (Hauptwohnung am 30. Juni 2009) umfassen sollen, für verbandsfreie Gemeinden war die Einwohnerzahl auf 10.000 festgelegt worden. Beide Kommunen erreichten diese Vorgaben nicht, die Verbandsgemeinde Daaden hatte am Stichtag 11.680 Einwohner, die Stadt Herdorf 6.974.
Im „Landesgesetz über die Eingliederung der verbandsfreien Stadt Herdorf in die Verbandsgemeinde Daaden“ vom 20. Dezember 2013 wurde die Eingliederung der Stadt Herdorf in die Verbandsgemeinde Daaden zum 1. Juli 2014 vorgeschrieben und die Bezeichnung vorläufig in „Verbandsgemeinde Herdorf-Daaden“ geändert sowie der Sitz der Verbandsgemeinde in Daaden festgelegt.
Sowohl die Stadt Herdorf als auch die Verbandsgemeinde Daaden legten gegen die Eingliederung einen Normenkontrollantrag (Kommunalverfassungsbeschwerden) beim Verfassungsgerichtshof Rheinland-Pfalz ein. Am 30. März 2016 entschied der Verfassungsgerichtshof, dass die Eingliederung verfassungskonform war. Der Rechtsweg war somit ausgeschöpft.
Als endgültiger Name wurde nach Artikel 1 des Landesgesetzes über Maßnahmen im Zusammenhang mit Gebietsänderungen von Verbandsgemeinden ab dem 1. Januar 2017 „Verbandsgemeinde Daaden-Herdorf“ bestimmt. Damit wird dem Votum der Ortsgemeinden Rechnung getragen, die sich mehrheitlich für eine Voranstellung des Namensbestandteils „Daaden“ ausgesprochen haben. Begründet wird dies damit, dass die Stadt Herdorf in die Verbandsgemeinde Daaden eingegliedert wurde und nicht umgekehrt, dass der Name der Ortsgemeinde, der Sitz der Verbandsgemeinde ist, vorangestellt sein sollte, dass Daaden im Alphabet vor Herdorf stehe und mit historischen Erwägungen. Zwar sei Herdorf nach der Eingliederung die nach Einwohnerzahl größte Ortsgemeinde, jedoch seien die bisherigen Ortsgemeinden der Verbandsgemeinde Daaden sowohl an Einwohnerzahl als auch an Fläche größer als Herdorf allein.

## Bevölkerungsentwicklung
Die Entwicklung der Einwohnerzahl bezogen auf das heutige Gebiet der Verbandsgemeinde Daaden-Herdorf; die Werte von 1871 bis 1987 beruhen auf Volkszählungen:
| Jahr | Einwohner |
| 1815 | 3.856     |
| 1835 | 5.110     |
| 1871 | 7.023     |
| 1905 | 11.796    |
| 1939 | 13.194    |
| 1950 | 15.037    |

| Jahr | Einwohner |
| 1961 | 17.890    |
| 1970 | 18.931    |
| 1987 | 18.432    |
| 1997 | 19.623    |
| 2005 | 19.192    |
| 2023 | 17.568    |

## Politik

### Verbandsgemeinderat
Der Verbandsgemeinderat Daaden-Herdorf besteht aus 32 ehrenamtlichen Ratsmitgliedern, die bei der Kommunalwahl am 9. Juni 2024 in einer personalisierten Verhältniswahl gewählt wurden, und dem hauptamtlichen Bürgermeister als Vorsitzendem.
Die Sitzverteilung im Verbandsgemeinderat:
| Wahl | SPD | CDU | Grüne | FDP | Linke | FWG | Gesamt   |
| ---- | --- | --- | ----- | --- | ----- | --- | -------- |
| 2024 | 8   | 13  | 2     | 3   | 1     | 5   | 32 Sitze |
| 2019 | 9   | 10  | 3     | 3   | 2     | 5   | 32 Sitze |
| 2014 | 13  | 12  | –     | 2   | –     | 5   | 32 Sitze |

- FWG = Freie Wählergruppe der Verbandsgemeinde Daaden e. V.

### Bürgermeister
Helmut Stühn (parteilos) wurde am 1. Juni 2022 Bürgermeister der Verbandsgemeinde Daaden-Herdorf. Bei der Direktwahl am 26. September 2021 war er als einziger Kandidat mit einem Stimmenanteil von 73 % für acht Jahre gewählt worden.
Stühns Vorgänger Wolfgang Schneider war am 25. Mai 2014 mit einem Stimmenanteil von 82,23 % direkt zum ersten Bürgermeister der neuen Verbandsgemeinde gewählt worden und trat seine achtjährige Amtszeit am 1. Juli 2014 an.